# Установка вилучення бутадієну в Тяньцзіні
Установка вилучення бутадієну в Тяньцзіні — виробництво нафтохімічної промисловості у приморському місті Тяньцзінь.
На тлі зростання китайського попиту на бутадієн (основа найбільш поширених синтетичних каучуків) у 2006 році в економічній зоні Лінганг спорудили установку вилучення цього дієна із фракції С4. Її замовником виступила компанія Bluestar (Tianjin) Chemical, котра входить до групи China National Bluestar (Group) Corporation. Установка використовує технологію ABB Lummus Global/BASF та має річну потужність у 30 тисяч тон.